# Otmar Nussio
Otmar Nussio (Grosseto, 23 ottobre 1902 – Lugano, 22 luglio 1990) è stato un compositore, flautista e direttore d'orchestra svizzero.

## Biografia
Originario di Brusio e di Ardez nei Grigioni, dopo le scuole a Genova e a Reggio Emilia, frequentò le scuole superiori a Schiers e si diplomò prima nel 1921 come flautista al Conservatorio Giuseppe Verdi di Milano, e poi nel 1925 come compositore al Santa Cecilia di Roma, sotto l'egida di Ottorino Respighi.
Insegnò flauto al Conservatorio di Zurigo e dal 1938 al 1968 fu direttore d'orchestra della RSI.
Tra i suoi lavori si ricordano Vita ticinese (1941) e La filatrice e il mercante (1958).

## Filmografia

### Compositore
- La voce solitaria dell'uomo (Odinokiy golos cheloveka), regia di Aleksandr Sokurov (1987)

### Colonna sonora
- Tikhiye stranitsy, regia di Aleksandr Sokurov (1994), postumo